# Sankt Peter am Wimberg
Sankt Peter am Wimberg är en ort och kommun i Österrike. Den ligger i distriktet Rohrbach i förbundslandet Oberösterreich, 170 kilometer väster om huvudstaden Wien. 
Kommunen består av elva orter (Ortschaften) (inom parentes invånarantal 1 januari 2024):

- Dorf (178)
- Eckerstorf (80)
- Engersdorf (12)
- Habring (45)
- Kasten (239)
- Pressleithen (3)
- Sankt Peter am Wimberg (955)
- Simaden (45)
- Strass (152)
- Unterriedl (3)
- Uttendorf (37)